# Clascal
Clascal to zorientowany obiektowo język programowania stworzony w 1983 przez oddział firmy Apple Computer - Personal Office Systems (POS) (później nazwany The Lisa Division, a jeszcze później The 32-Bit Systems Division)
Clascal jest językiem, który już nie jest nigdzie stosowany. Stanowił on rozwinięcie języka programowania Pascal, którego kompilator był dostępny na komputery Lisa. Clascal był inspirowany językiem programowania Smalltalk-80, v1 (którego kompilator był dostępny na komputer Lisa przed Clascal-em), oraz językiem programowania Modula.
Język programowania Clascal rozwinął się w język programowania Object Pascal i był dostępny na komputery Macintosh od 1985.  Z czasem podjęto decyzję, by w komputerach zaimplementować kompilator języka C i C++. Natomiast sam język Object Pascal rozwinął się w język programowania Delphi. Kompilator Delphi był z początku dostępny tylko na platformę Windows.